# Ocnogyna ochracea
Ocnogyna ochracea là một loài bướm đêm thuộc phân họ Arctiinae, họ Erebidae.